# Salix appendiculata
Salix appendiculata — вид квіткових рослин із родини вербових (Salicaceae).

## Морфологічна характеристика
Це середній чи високий кущ чи невисоку дерево. До 6 метрів заввишки. Листки від широко-ланцетних до подовжено-обернено-яйцюватих, 5–15 см завдовжки, в 2.5–3.5 рази довші за ширину, зверху соковито-зелені, голі, знизу сизуваті, по нервах особливо запушені, з густою мережею жилок, по краях нерівнозубчасті. Квіти з'являються разом з листям або трохи раніше. Плоди до 10 мм завдовжки, коротко і густо запушені. 2n=38.

## Середовище проживання
Австрія, Боснія і Герцеговина, Болгарія, Хорватія, Чехія, Франція — материк, Німеччина, Греція — материкова частина, Італія — материк, Чорногорія, Північна Македонія, Словенія. Росте на скелях, схилах і берегах струмків у гірських лісах і субальпійських зонах, переважно на вапняках; на висотах 1000–2000 метрів.

## Використання
Рослина збирається з дикої природи для місцевого використання в якості їжі, ліків і джерело матеріалів.

## Галерея

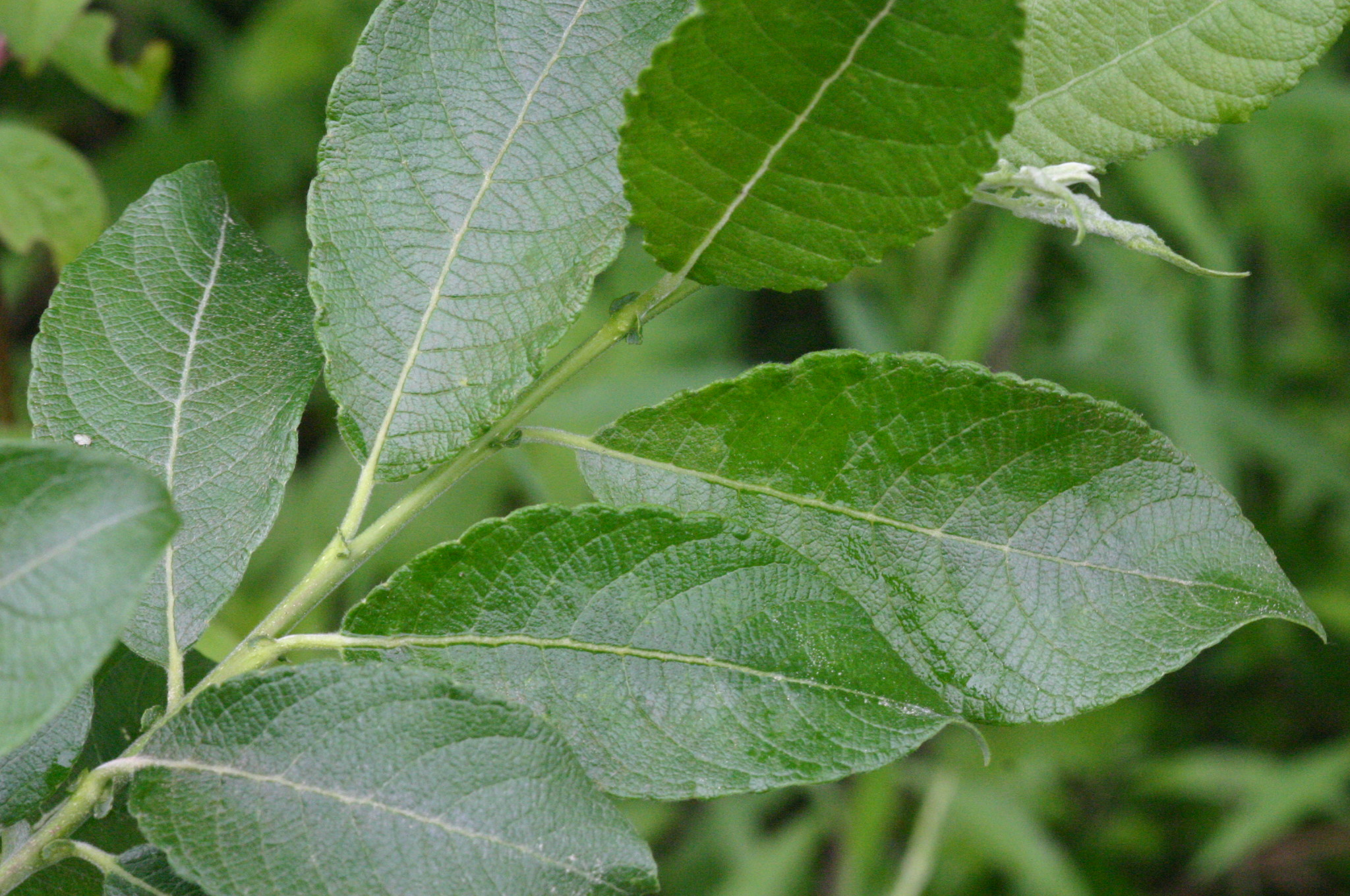
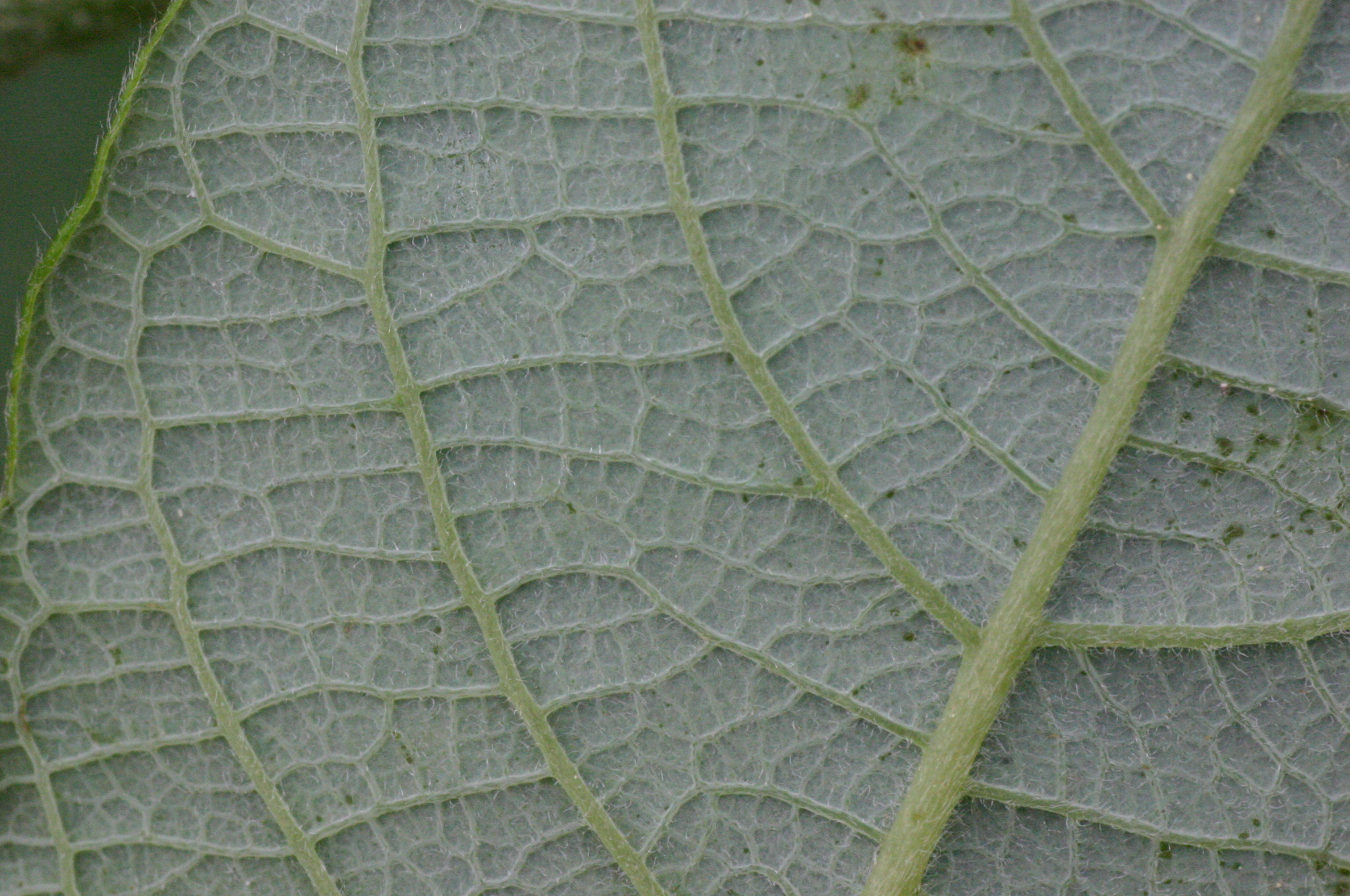
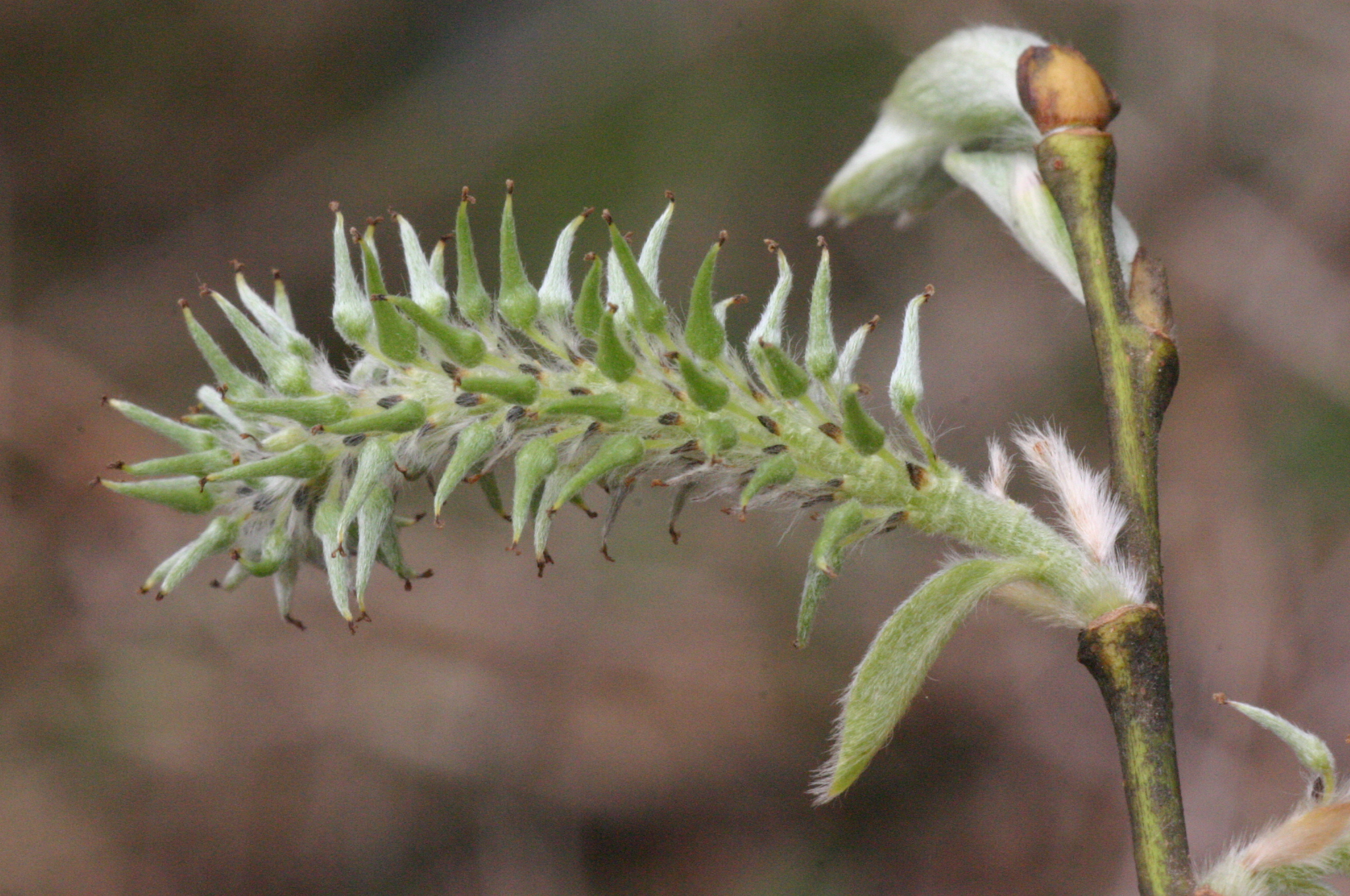
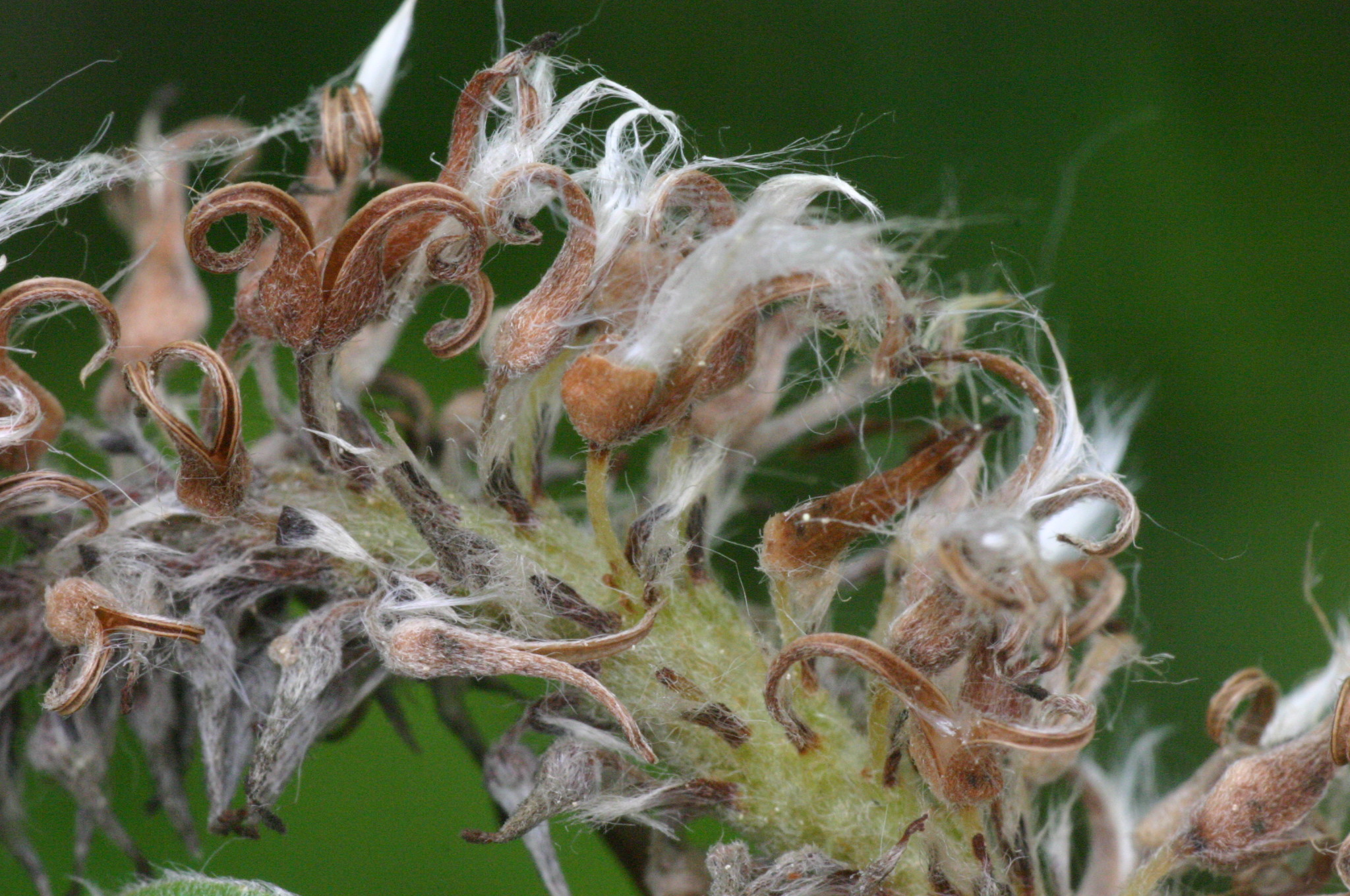

## Загрози
Загрози для цього виду невідомі.